# Hypocacculus infensus
Hypocacculus infensus är en skalbaggsart som beskrevs av G. Müller 1937. Hypocacculus infensus ingår i släktet Hypocacculus och familjen stumpbaggar. Inga underarter finns listade i Catalogue of Life.